# Xenylla pyrenaica
Xenylla pyrenaica är en urinsektsart som beskrevs av Cassagnau 1959. Xenylla pyrenaica ingår i släktet Xenylla och familjen Hypogastruridae. Inga underarter finns listade i Catalogue of Life.